# Erkki Tamila
Erkki Tamila (eigentlich Eerik Jaakko Tamila; * 5. Mai 1911 in Nummi; † 25. Februar 2004 in Kauniainen) war ein finnischer Marathonläufer.
Bei den Olympischen Spielen 1936 in Berlin wurde er Vierter mit seiner persönlichen Bestzeit von 2:32:45 h.